# جری مک‌نرنی
جری مک‌نرنی (به انگلیسی: Jerry McNerney) نمایندهٔ حوزه انتخابیه نهم کالیفرنیا از حزب دموکرات ایالات متحده آمریکا در مجلس نمایندگان ایالات متحده آمریکا است که برای نخستین‌بار در ۱۷ ژانویه ۲۰۰۷ میلادی به‌عضویت این مجلس درآمد.